# 职业骑牛大赛
职业骑牛大赛（英語：Professional Bull Riders）是一项由职业骑牛大赛公司所组织的国际化体育赛事。此项赛事起源于1992年，比赛的主要内容是让骑手骑在一头暴躁的公牛身上尽可能长的时间，评委会综合时间及技巧进行打分。这一赛事经由多家电视台转播，吸引了许多骑手和观众，2008年时的奖金已达1100万美元。

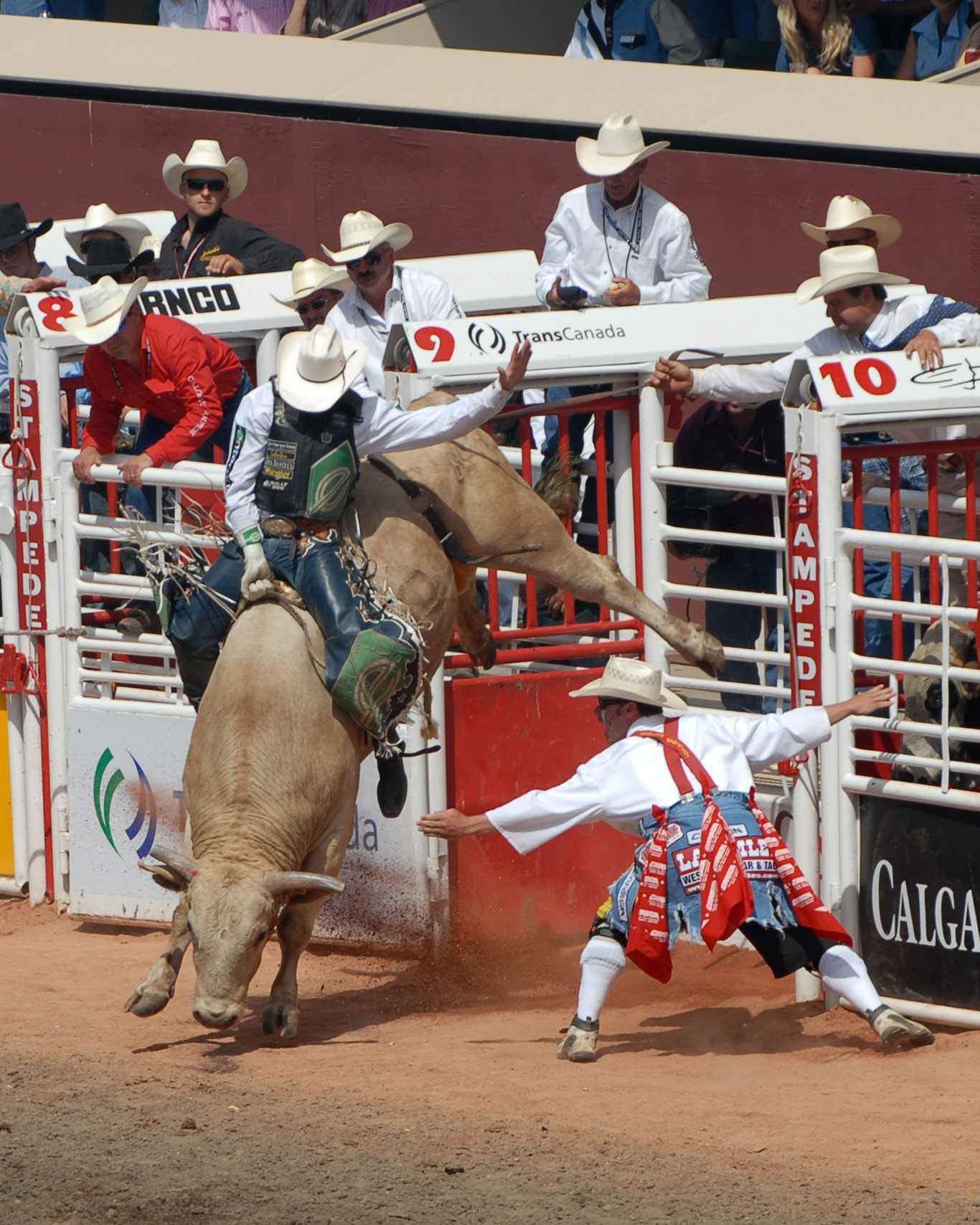